# Chiesa di San Paolo alla Colonna
La chiesa di San Paolo alla Colonna, anche nota come San Paolo Decollato, era una chiesa di Roma dedicata a san Paolo apostolo. La chiesa sorgeva sopra i resti del tempio di Marco Aurelio, a piazza Colonna, nel rione Colonna. 
L'epiteto "alla Colonna" si riferisce al fatto che la chiesa sorgeva accanto alla colonna di Marco Aurelio. L'epiteto "Decollato" si riferisce alla decapitazione (e quindi al martirio) dell'apostolo Paolo.

## Storia
La chiesa e il suo monastero furono costruiti nel 1596 nei pressi della colonna di Marco Aurelio su iniziativa dei Chierici regolari di San Paolo, noti come padri Barnabiti. La nobildonna Claudia Rangoni (1537-1593) aveva fatto una donazione ai padri Barnabiti che permise la costruzione della chiesa. Nel 1589, il pontefice Sisto V aveva fatto innalzare una statua dell'apostolo Paolo (opera di Leonardo Sormani e Tommaso Della Porta) in cima alla colonna di Marco Aurelio.

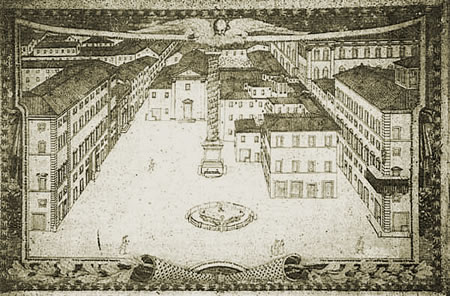
La chiesa (a sinistra della colonna di Marco Aurelio) in un'incisione di Felice della Greca realizzata nel XVII secolo

La chiesa venne danneggiata da un incendio nel 1597, ma venne restaurata in breve tempo a spese del cardinale Pietro Aldobrandini. Agli inizi del diciassettesimo secolo, nella chiesa venne fondata una società di avvocati, che prestavano gratuitamente la loro opera ai bambini poveri, agli orfani e alle vedove. Nel 1616, il papa Paolo V elevò la società al rango di confraternita con il nome di "confraternita dell'Immacolata Concezione e Sant'Ivo". Un anno dopo, nel 1617, la chiesa venne distrutta da un incendio, ma venne ricostruita.
La nuova chiesa era più grande e c'erano più altari rispetto a quella vecchia. Oltre all'altare maggiore, che ospitava la pala San Paolo che ascende al terzo cielo di Baldassarre Croce e le pale laterali di san Nicola e santa Cecilia, c'erano quattro altari laterali: questi erano dedicati alla Madonna, a san Giuseppe, a san Carlo Borromeo e alla Passione di Cristo. Degli altri quadri della chiesa erano la Prigonia di San Paolo di Terenzio Terenzi, la Predica di San Paolo di Giovanni Baglione e il Martirio di San Paolo di Girolamo Massei. Vicino la sacrestia c'era un oratorio dove si svolgevano le riunioni della Confraternita dell'Immacolata Concezione e Sant'Ivo.
La chiesa venne demolita nel 1659, durante il pontificato di Alessandro VII (1655-1667), per ampliare e risanare piazza Colonna. I Barnabiti, pertanto, si trasferirono nella chiesa di San Biagio dell'Anello.